# UFC 240
UFC 240: Holloway vs. Edgar（ユーエフシー・ツーフォーティー：ホロウェイ・バーサス・エドガー）は、アメリカ合衆国の総合格闘技団体「UFC」の大会の一つ。2019年7月27日、カナダ・アルバータ州エドモントンのロジャーズ・プレイスで開催された。

## 大会概要
本大会では、王者マックス・ホロウェイと挑戦者フランク・エドガーによるUFC世界フェザー級タイトルマッチが行われ、ホロウェイが判定勝利を収め3度目の王座防衛に成功した。

## 試合結果

### アーリープレリム
第1試合 ウェルター級 5分3R
○  エリック・コク vs.  カイル・スチュワート ×
3R終了 判定3-0（30-27、29-28、29-28）
第2試合 女子フライ級 5分3R
○  ジリアン・ロバートソン vs.  サラ・フロータ ×
2R 4:13 TKO（グランドの肘打ち）

### プレリミナリーカード
第3試合 フライ級 5分3R
○  デイブソン・フィゲイレード vs.  アレッシャンドリ・パントージャ ×
3R終了 判定3-0（30-27、30-27、30-27）
第4試合 フェザー級 5分3R
○  ギャビン・タッカー vs.  チェ・スンウ ×
3R 3:17 リアネイキドチョーク
第5試合 フェザー級 5分3R
○  ハキーム・ダオドゥ vs.  堀江圭功 ×
3R 4:09 TKO（左ハイキック）
第6試合 女子フライ級 5分3R
○  ビビアン・アラウジョ vs.  アレクシス・デイビス ×
3R終了 判定3-0（29-28、29-28、29-28）

### メインカード
第7試合 ミドル級 5分3R
○  クリストフ・ヨトゥコ vs.  マルク・アンドレ・バリオー ×
3R終了 判定2-1（29-28、28–29、29-28）
第8試合 ライト級 5分3R
○  アルマン・ツァルキヤン vs.  オリビエ・オービン＝メルシエ ×
3R終了 判定3-0（29-28、29-28、29–28）
第9試合 ウェルター級 5分3R
○  ジェフ・ニール vs.  ニコ・プライス ×
2R 2:39 TKO（パウンド）
第10試合 女子フェザー級 5分3R
○  クリスチャン・サイボーグ vs.  フェリシア・スペンサー ×
3R終了 判定3-0（30-27、30-27、30-27）
第11試合 UFC世界フェザー級タイトルマッチ 5分5R
○  マックス・ホロウェイ vs.  フランク・エドガー ×
5R終了 判定3-0（50–45、49–46、48-47）
※ホロウェイが3度目の王座防衛に成功。

### 各賞
ファイト・オブ・ザ・ナイト： デイブソン・フィゲイレード vs. アレッシャンドリ・パントージャ
パフォーマンス・オブ・ザ・ナイト： ジェフ・ニール、ハキーム・ダオドゥ
各選手にはボーナスとして5万ドルが授与された。

### カード変更
負傷などによるカードの変更は以下の通り。